# Levi García
Pour les articles homonymes, voir García.
Levi Samuel García, abrégé Levi García, né le 20 novembre 1997 à Santa Flora, est un footballeur international trinidadien. Il joue au poste d'ailier au Spartak Moscou.

## Enfance et jeunesse
Levi García naît le 20 novembre 1997 à Santa Flora, de parents appelés Carl et Judith. Ses trois frères, Daniel, Nathaniel, et Judah, jouant au football, Levi se met lui aussi à jouer. Son frère Daniel l'encourage notamment à toujours être un meilleur joueur, et l'aide à se rendre aux entraînements et aux matchs,.
À l'âge de quatorze ans, il intègre le centre de formation du T&TEC Sports Club, avant de devoir le quitter un an après, le club étant en proie à des difficultés financières. Durant les deux années suivantes, il joue alternativement dans l'équipe de son école et au club des Siparia Spurs. En 2012, García qualifie son équipe pour la coupe de Trinité-et-Tobago, et marque un but en trois matchs durant la compétition.

## Carrière

### En club

#### Débuts
En mars 2014, Levi García signe son premier contrat professionnel avec le Central FC, d'une durée de deux ans. Avant qu'il ne joue le moindre match, il est repéré par un agent néerlandais lors du championnat de la CONCACAF des moins de 20 ans, qui lui permet de réaliser un essai en Europe.

#### Arrivée à Alkmaar
En février 2015, García signe un pré-contrat de trois ans plus deux en option avec l'AZ Alkmaar. Il ne peut pas rejoindre le club avant ses dix-huit ans en raison de la législation européenne, et négocie une résiliation de contrat avec le Central FC en juin 2015.
Durant la pré-saison 2015-2016, il est suivi de près par Marco van Basten, l'entraîneur-adjoint du club. García fait ses débuts professionnels le 24 janvier 2016 en remplaçant Dabney dos Santos lors d'un match contre Feyenoord. Âgé de dix-huit ans et soixante-cinq jours, il devient le plus jeune trinidadien à jouer dans un championnat européen, battant le précédent record de Dwight Yorke,. Une semaine plus tard, il inscrit son premier but contre le NEC Nimègue et devient le second plus jeune buteur de l'histoire du club,.

### En sélection

#### Équipes de jeunes
Levi García joue pour la première fois avec l'équipe de Trinité-et-Tobago des moins de 17 ans lors d'un match de qualification pour le championnat de la CONCACAF 2013. Il débute deux matchs consécutifs durant la compétition, contre le Canada puis le Costa Rica. La défaite contre le Panama lors de la rencontre suivante prive Trinité-et-Tobago d'une qualification à la Coupe du monde 2013.
En septembre 2014, il est appelé avec les moins de 20 ans lors des qualifications pour le championnat de la CONCACAF 2015,.

#### Avec les A
Levi García fait ses débuts sous le maillot de l'équipe de Trinité-et-Tobago le 25 mars 2016 lors d'un match des éliminatoires de la Coupe du monde 2018, contre Saint-Vincent-et-les-Grenadines. Lors de cette première rencontre, il marque un doublé en seconde mi-temps,. Il devient alors le plus jeune buteur d'un match des qualifications à une Coupe du monde, à l'âge de dix-huit ans et cent vingt-sept jours.

## Statistiques
| Saison                | Club                  | Championnat           | Championnat | Championnat | Coupe(s) nationale(s) | Coupe(s) nationale(s) | Compétition(s) continentale(s) | Compétition(s) continentale(s) | Compétition(s) continentale(s) | Trinité-et-Tobago | Trinité-et-Tobago | Total | Total |
| Saison                | Club                  | Division              | M.          | B.          | M.                    | B.                    | Comp.                          | M.                             | B.                             | M.                | B.                | M.    | B.    |
| 2015-2016             | AZ Alkmaar            | Eredivisie            | 8           | 1           | 1                     | 0                     | C3                             | 0                              | 0                              | 4                 | 2                 | 13    | 3     |
| 2016-2017             | AZ Alkmaar            | Eredivisie            | 8           | 1           | 0                     | 0                     | C3                             | 6                              | 0                              | 6                 | 0                 | 20    | 1     |
| Total sur la carrière | Total sur la carrière | Total sur la carrière | 16          | 2           | 1                     | 0                     | -                              | 6                              | 0                              | 10                | 2                 | 33    | 4     |

## Palmarès
Il est champion de Grèce en 2023 avec l'AEK Athènes et remporte la Coupe de Grèce la même année.